# 水中花 (小説)
『水中花』（すいちゅうか）は、1979年に新潮社から刊行された五木寛之の小説。
これを原作とするテレビドラマが同年にTBS系で放送された。五木は自ら主題歌「愛の水中花」の作詞を手がけ、主演の松坂慶子が歌ったこの楽曲は大ヒットとなった。

## テレビドラマ
TBS「木曜座」枠で1979年7月12日から10月4日まで全13回で放送された。
このドラマでは、梨絵役の松坂慶子がバニーガールの衣装で登場し、番組の原作の五木が作詞した主題歌「愛の水中花」を自ら歌唱。松坂自身も女優として、また歌手としても最もブレークした作品とも言われた。主題歌は『オレたちひょうきん族』（フジテレビ系）のコントや『とんねるずのみなさんのおかげです』（同）の「保毛田保毛男」コントのほか、アイカ工業、ミスタードーナツ等のCMで替え歌として使用され、話題となった。また、TBS系で2012年7月2日放送の『浪花少年探偵団』の第1回では、竹内妙子役の松坂が自らハモる件があった。

### あらすじ
森下梨絵（松坂慶子）は堅実な速記者として、母・和江（吉行和子）と妹・美絵（友里千賀子）との3人暮らしの生計を立てていた。ある日の午後、家に西条（船越英二）という男が美絵を連れてやって来る。美絵は、銀座の画廊に飾られていた亡父の作品をナイフで引き裂いてしまったのだという。亡父は竜崎謙之助という著名な画家で、森下家はその愛人と忘れ形見の2人の娘による家族だった。結果的にこれにより森下家は500万円相当の弁済を強いられることとなってしまう。
これを聞いた梨絵は混乱し、何とか弁済の件は後日改めて話し合うことにしたものの、当日夕からの業界紙の対談の取材に遅刻してしまい、対談者の大物を怒らせ破廉恥な行為を受けた挙げ句、テープと速記メモを帰りのタクシーに置き忘れ、紛失してしまうという大失態を演じる。
速記依頼者である今野達也（近藤正臣）は激怒するが、セクト (新左翼)上がりで悪を悪と思わない今野は、梨絵の記憶を頼りにしながらその対談を完成させるという荒業に出る。これをきっかけに梨絵は今野に魅力を感じるが、不用意に付け加えた文言が元で今野は闇の筋から追われ、昼夜逃げ回る生活を余儀なくされる。
これらの傍らで、梨絵は絵画の弁済方法を西条と相談するが、知り合いの高級クラブでの「ドールシップ」という名のバニーガール姿のコーラスガールとしての仕事を紹介してもらう。ママは、梨絵の隠れた才能に目をつけ、リエという名で仕事を始めさせる。梨絵はたちまち頭角を顕し、店は大繁盛となる。
そうして軌道に乗ったかに思われた梨絵の2つの仕事だったが、ある日VIP客として店に現れたのが、先日の対談で梨絵に破廉恥に及んだ鬼島（中丸忠雄）と鍋沢（田中明夫）だった。以来鬼島は連日のように来店し、梨絵を指名して侍らすよう命令する一方、高価なプレゼント攻勢をかけてくる。ママから鬼島から梨絵を世話しろといわれて弱っているとこぼされる西条。暴力団などではなく銀行等を使って締め上げる方式だけに西条も頭を抱える。
ある日、今野がやつれ果てて森下家にやって来る。子供のように頼りなくすがるような目で、梨絵に頼み事をしようと思案し言い出しかねている模様。梨絵は原稿紛失事件の責任は自分にあるのだからと今野を促す。今野は逃亡に疲れ果て、梨絵が鬼島のお気に入りであることを知り、口添えを頼みたいと思ったのだったが撤回する。梨絵は今野のことが本当は好きなのかも知れないと言い、黙ってキスをする。今野はこれで生きていく勇気が少し出たと言いながら去っていく。
数日後、店でママから自分の代わりに鬼島と食事を共にして欲しいと言われ、梨絵は応じる。食事の場で、鬼島から一夜でいいから自分のものにならないかと口説かれる梨絵。梨絵は今野が好きであること、今野を自由にして欲しいことを願い出るが、一方的な願いは聞かない主義だと言われ、ワインをあおって交渉に応じる。その場で秘書に今野を自由にするよう指示をする鬼島。
梨絵は自宅に今夜は帰らない旨の電話を入れる。電話に出た美絵は、今野から言付かったと連絡先の電話番号を伝える。今野に電話をする梨絵。もう逃げなくていいという電話があったがどういうことなのか、一体何をしたと詰め寄る今野。自分の意志でやったことだから心配しないでと電話を置く梨絵。2人を乗せたベンツは鬼島の箱根の別荘へと向かっていく。
東名を厚木で降りたあたりで尾行するオートバイに気づく秘書。車を止めて先行させるが、オートバイも止まる。追って来たのは今野だった。今野は鬼島に、梨絵を解放しないと鬼島と鍋沢の政財界のあらゆるスキャンダルが表に出る手筈になっていると脅す。拳銃で撃とうとする秘書にやれるものならやってみろ、所詮損得でしか動かない人間と何もない人間の差がここにあると息巻く今野。「ドール・シップ」にはもう出ないほうがいいと言いながら梨絵を解放する鬼島。今野のオートバイにまたがって引き返す梨絵。
翌朝、美絵から西条に昨夜梨絵が外泊したと電話が入る。まさか箱根あたりじゃないだろうなと怪しむ西条に、上野駅で今野と答える美絵。セクト仲間がやっている果樹園で働きながら小説やシナリオを勉強するために今野は山形へ旅立ったのだった。梨絵と圭子の4人で食事でもしないかという美絵の言葉に支度をする。「ドール・シップ」は今年いっぱい持たないかもしれない、ママが手を広げすぎて悪い噂を耳にする、今夜あたり厳しく忠告しないとと考えながらいそいそと出かける西条だった。

### キャスト
森下梨絵(エリ) - 松坂慶子
堅実な速記者として母子3人の森下家を支える25歳のOL。妹の美絵が引き起こした絵画破損事件をきっかけに、弁済費用の工面策として銀座のクラブ「ドール・シップ」のレディ・ドールという夜の仕事を始める。また同日に起きた取材記録紛失事件が元で今野達也に好意を抱くようになる。
森下美絵 - 友里千賀子
19歳になる梨絵の妹。物心づく前に父の謙之助が他界したために父親の愛情を知らず、亡父や竜崎家の存在を憎んでいる。性格自体は天真爛漫で明るい性格。
森下和江 - 吉行和子
竜崎謙之助の元愛人で慎ましやかな性格。謙之助亡き後、謙之助の忘れ形見である梨絵と美絵とともに3人で暮らしている。
竜崎謙之助
戦後の一時期、モダニズム系の作家や詩人たちとグループを作って活動し、やがて人気作家とトリオを組んで精力的な仕事をした物故画家。15年前に中南米を旅行中、ボリビアの山中で射殺体で発見された。作品は本人が画商と関わりを持たなかったことや死後に未亡人がほとんどの遺作を買い戻して所蔵しているためほとんど出回っていない。
今野達也 - 近藤正臣
「運輸観光タイムズ」という赤新聞(ゴシップを中心としたゴロ新聞)を1人で編集発行しているフリーライター上がりの記者。政財界の怪物である鬼島と鍋沢の対談記事を企画するが、梨絵に速記録を紛失されてしまう。梨絵の記憶を元に対談記録をでっち上げるという荒業に出る。
西条裕一郎 - 船越英二（特別出演）
銀座で貸しビル業を営むオーナー。場所柄夜の蝶の世話をすることが非常に多く圭子もその1人。夜の女としての梨絵の才能を見抜き、クラブ「ドール・シップ」のレディ・ドールという仕事を紹介する。
山路圭子 - 田島令子
三年前にクラブ勤めから足を洗い、銀座で「キュリオ」という画廊兼コーヒーショップのような店を経営している。西条の紹介で畑中の画廊から預かって飾っていた謙之助の作品を美絵にナイフで切り裂かれた。
畑中徹 - 仲谷昇
西条のビルで「ギャラリー・ハタナカ」という画廊を経営している。
鬼島六造 - 中丸忠雄
政界の怪物といわれる大物。取材後、「ドール・シップ」で梨絵に再会し、梨絵を自分の物にしようと企む。
鍋沢武則 - 田中明夫
財界の怪物といわれる大物。取材に遅刻した梨絵を責め、破廉恥な行為に及ぶ。
サチ - 浅野温子 / ミユキ - 浅野理恵  / ローズ- 伊藤明子
「ドール・シップ」のレディ・ドールの同僚。端役時代の浅野温子が出演している。

### スタッフ
- 製作： テレキャスト・TBS
- 原作： 五木寛之
- 脚本： 岩間芳樹
- 音楽： 小松原まさし
- 主題歌 - 「愛の水中花」 （歌：松坂慶子、作詞：五木寛之、作曲：小松原まさし） - 日本コロムビア
- 演出： 山本和夫
- プロデューサー： 山田和也

### 放送日程
| 各話   | 放送日        | サブタイトル           | 視聴率 |
| ------ | ------------- | ---------------------- | ------ |
| 第1話  | 1979年7月12日 | ひき裂かれた絵         | 16.9%  |
| 第2話  | 1979年7月19日 | 夜明けのくちづけ       | 14.7%  |
| 第3話  | 1979年7月26日 | 私を買って下さい       | 14.0%  |
| 第4話  | 1979年8月2日  | スポットライトのなかで | 16.4%  |
| 第5話  | 1979年8月9日  | おとこの匂い           | 15.8%  |
| 第6話  | 1979年8月16日 | 母の過去               | 16.5%  |
| 第7話  | 1979年8月23日 | 愛をください           | 14.0%  |
| 第8話  | 1979年8月30日 | スキャンダル           | 16.8%  |
| 第9話  | 1979年9月6日  | 愛さらに遠く           | 16.0%  |
| 第10話 | 1979年9月13日 | 黒い予感               | 17.9%  |
| 第11話 | 1979年9月20日 | 愛という名の海         | 16.3%  |
| 第12話 | 1979年9月27日 | 愛のゆくえ             | 18.4%  |
| 第13話 | 1979年10月4日 | 愛の水中花             | 17.4%  |

## 書誌情報
- 単行本 - 新潮社、1979年6月
- 文庫本 - 新潮文庫、1982年12月、1992年再版 ISBN 4-10-114719-1
- 新潮オンデマンドブックス - 2001年2月[3]

ほか各種電子書籍など。
| TBS系 木曜座（木曜22:00枠） | TBS系 木曜座（木曜22:00枠） | TBS系 木曜座（木曜22:00枠） |
| 前番組                      | 番組名                      | 次番組                      |
| --------------------------- | --------------------------- | --------------------------- |
| 愛と喝采と                  | 水中花                      | オレンジ色の愛たち          |